# Мурсборо (Північна Кароліна)
Мурсборо (англ. Mooresboro) — місто (англ. town) в США, в окрузі Клівленд штату Північна Кароліна. Населення — 293 особи (2020).

## Географія
Мурсборо розташоване за координатами 35°17′57″ пн. ш. 81°41′55″ зх. д. / 35.29917° пн. ш. 81.69861° зх. д. (35.299205, -81.698586).  За даними Бюро перепису населення США в 2010 році місто мало площу 4,58 км², уся площа — суходіл.

## Демографія
Згідно з переписом 2010 року, у місті мешкало 311 осіб у 128 домогосподарствах у складі 88 родин. Густота населення становила 68 осіб/км².  Було 153 помешкання (33/км²).
Расовий склад населення:
| - 81,0 % — білих - 16,7 % — чорних або афроамериканців - 0,6 % — корінних американців - 0,3 % — азіатів |

До двох чи більше рас належало 1,0 %. Частка іспаномовних становила 1,0 % від усіх жителів.
За віковим діапазоном населення розподілялося таким чином: 23,5 % — особи молодші 18 років, 60,4 % — особи у віці 18—64 років, 16,1 % — особи у віці 65 років та старші. Медіана віку мешканця становила 42,8 року. На 100 осіб жіночої статі у місті припадало 87,3 чоловіків;  на 100 жінок у віці від 18 років та старших — 81,7 чоловіків також старших 18 років.
Середній дохід на одне домашнє господарство  становив 37 352 долари США (медіана — 31 875), а середній дохід на одну сім'ю — 52 448 доларів (медіана — 47 216). Медіана доходів становила 41 250 доларів для чоловіків та 24 612 долари для жінок. За межею бідності перебувало 10,3 % осіб, у тому числі 3,0 % дітей у віці до 18 років та 15,4 % осіб у віці 65 років та старших.
Цивільне працевлаштоване населення становило 166 осіб. Основні галузі зайнятості: освіта, охорона здоров'я та соціальна допомога — 38,0 %, виробництво — 17,5 %, науковці, спеціалісти, менеджери — 9,0 %, публічна адміністрація — 5,4 %.